# Oaxaca (állam)
Oaxaca (ejtsd: gváháká [gwaˈxaka] ) állam Mexikó déli részén. Északon Puebla és Veracruz államok, keleten Chiapas, nyugaton Guerrero  és délen a Csendes-óceán határolja. Területe 95 364 km². Az állam nagy völgyei a Sierra Madre del Sur és a Sierra Madre de Oaxaca között fekszenek. Oaxaca neve az azték huaxacac szóból származik, jelentése „a tök orra”.
Székhelye Oaxaca de Juárez városa, Mexikó egyik híres művészeti és kulturális központja. A gyarmati kor stílusában épített fő épületei a Santo Domingo templom, a katedrális, a kormányzói palota, Macedonio Alcalá színház, Nuestra Señora de la Soledad bazilika, Rufino Tamayo Múzeum és a Cortés-ház.
Gyönyörű fekvésével, gazdag kulturális örökségével (prekolumbiánus történelmi emlékek, gyarmati építmények), és az élet minden területén keveredő indián és spanyol hagyományok sajátos varázst kölcsönöznek ennek a területnek. Fő bevételi forrása a turizmus.

## Népesség
Ahogy egész Mexikóban, a népesség növekedése Oaxaca államban is gyors, ezt szemlélteti az alábbi táblázat:
| Év   | Lakosság  |
| ---- | --------- |
| 1990 | 3 019 560 |
| 1995 | 3 228 895 |
| 2000 | 3 438 765 |
| 2005 | 3 506 821 |
| 2010 | 3 801 962 |